# Men

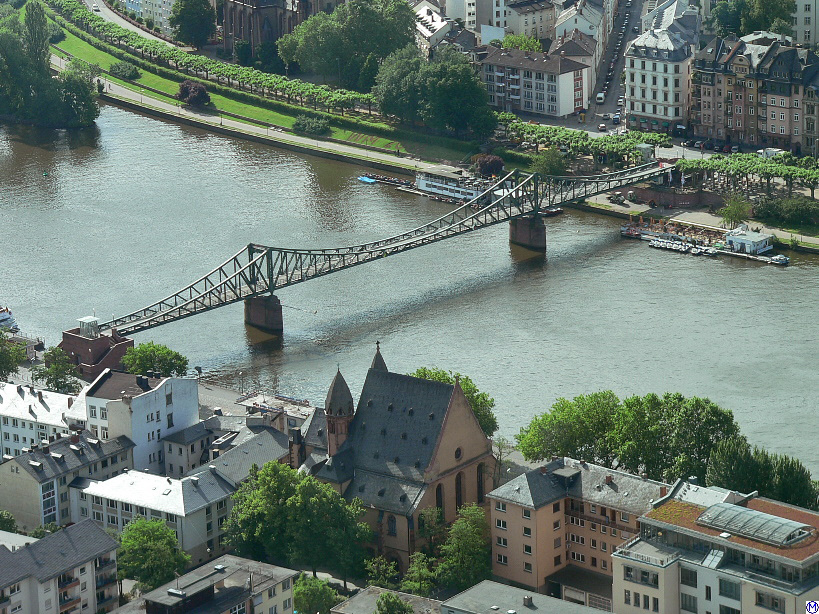
Eiserner Steg – most nad Menem we Frankfurcie

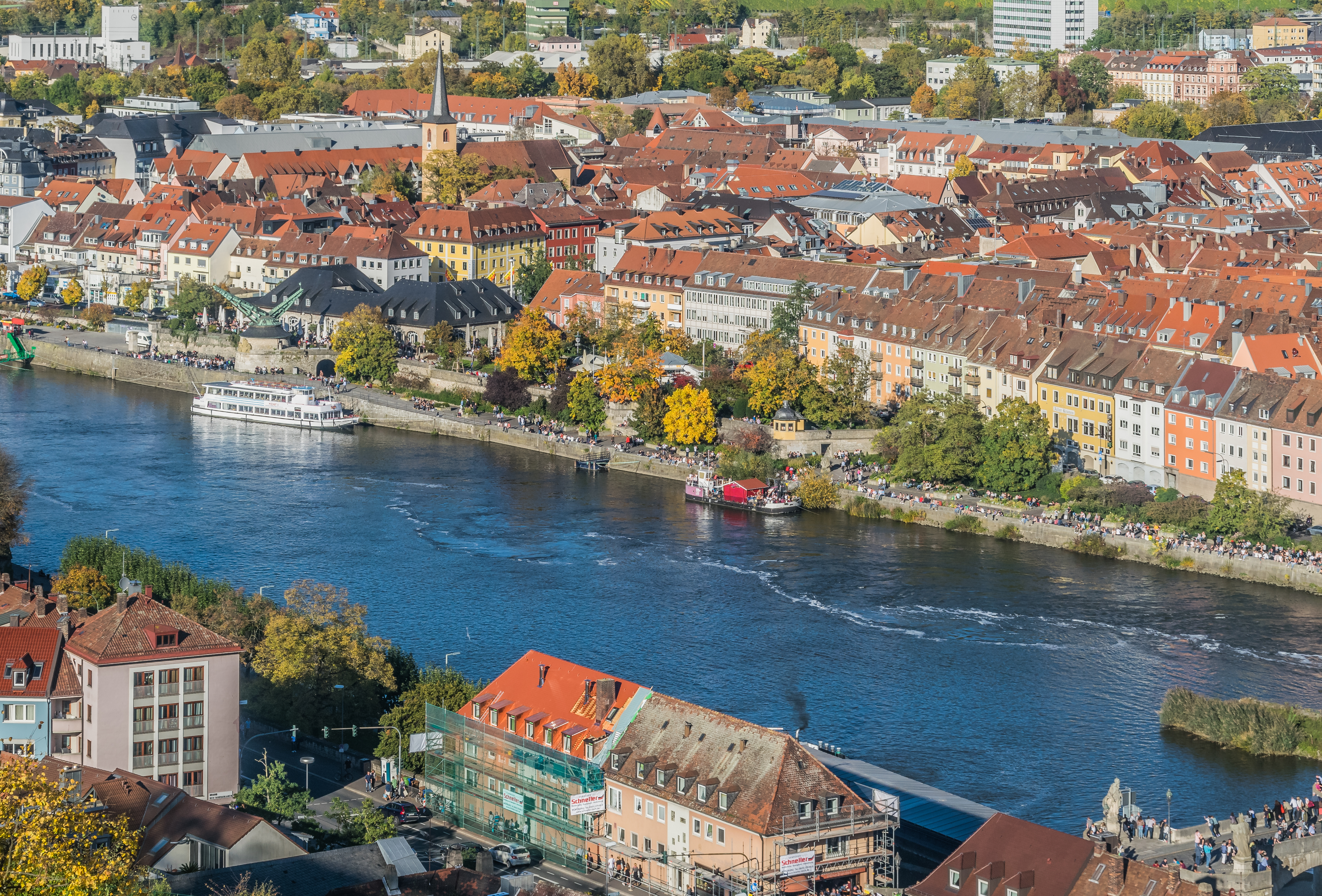
Men w Würzburgu

Men (niem. Main, łac. Moenus, Menus, śrłac. Mogonus) – rzeka w środkowych Niemczech o długości 524 km.
Źródło w Smreczanach (Biały Men, Weißer Main) i Jurze Frankońskiej (Czerwony Men, Roter Main), płynie przez Bawarię i Hesję i uchodzi do Renu w Mainz-Kastel (dzielnicy Wiesbaden).
Przepływa przez następujące większe miasta:
- Bamberg
- Schweinfurt
- Würzburg
- Aschaffenburg
- Hanau
- Offenbach am Main
- Frankfurt nad Menem
- Wiesbaden

## Dopływy
- Regnitz